# Olszanka (powiat Łosicki)
Olszanka is een dorp in het Poolse woiwodschap Mazovië, in het district Łosicki. De plaats maakt deel uit van de gemeente Olszanka en telt 375 inwoners.